# Tanzania na Mistrzostwach Świata w Lekkoatletyce 2017
Tanzania na Mistrzostwach Świata w Lekkoatletyce 2017 – reprezentacja Tanzanii podczas Mistrzostw Świata w Londynie liczyła 8 zawodników, którzy zdobyli jeden medal.

## Skład reprezentacji
Mężczyźni
| Zawodnik                 | Konkurencja         | Eliminacje | Eliminacje | Finał    | Finał   |
| Zawodnik                 | Konkurencja         | Rezultat   | Pozycja    | Rezultat | Pozycja |
| ------------------------ | ------------------- | ---------- | ---------- | -------- | ------- |
| Gabriel Gerald Geay      | Bieg na 5000 metrów | DNS        | DNS        | NQ       | NQ      |
| Emmanuel Giniki Gisamoda | Bieg na 5000 metrów | 13:32,31   | 27.        | NQ       | NQ      |
| Stephno Gwandu Huche     | maraton             | —          | —          | 2:20:05  | 38.     |
| Ezekiel Jafary           | maraton             | —          | —          | 2:14:05  | 12.     |
| Alphonce Simbu           | maraton             | —          | —          | 2:09:51  | brąz    |

Kobiety
| Zawodniczka          | Konkurencja           | Finał    | Finał   |
| Zawodniczka          | Konkurencja           | Rezultat | Pozycja |
| -------------------- | --------------------- | -------- | ------- |
| Failuna Abdi Matanga | Bieg na 10 000 metrów | 32:29,97 | 23.     |
| Sara Ramadhani       | maraton               | 2:46:23  | 56.     |
| Magdalena Shauri     | maraton               | DNF      | DNF     |